# Seattle Slew

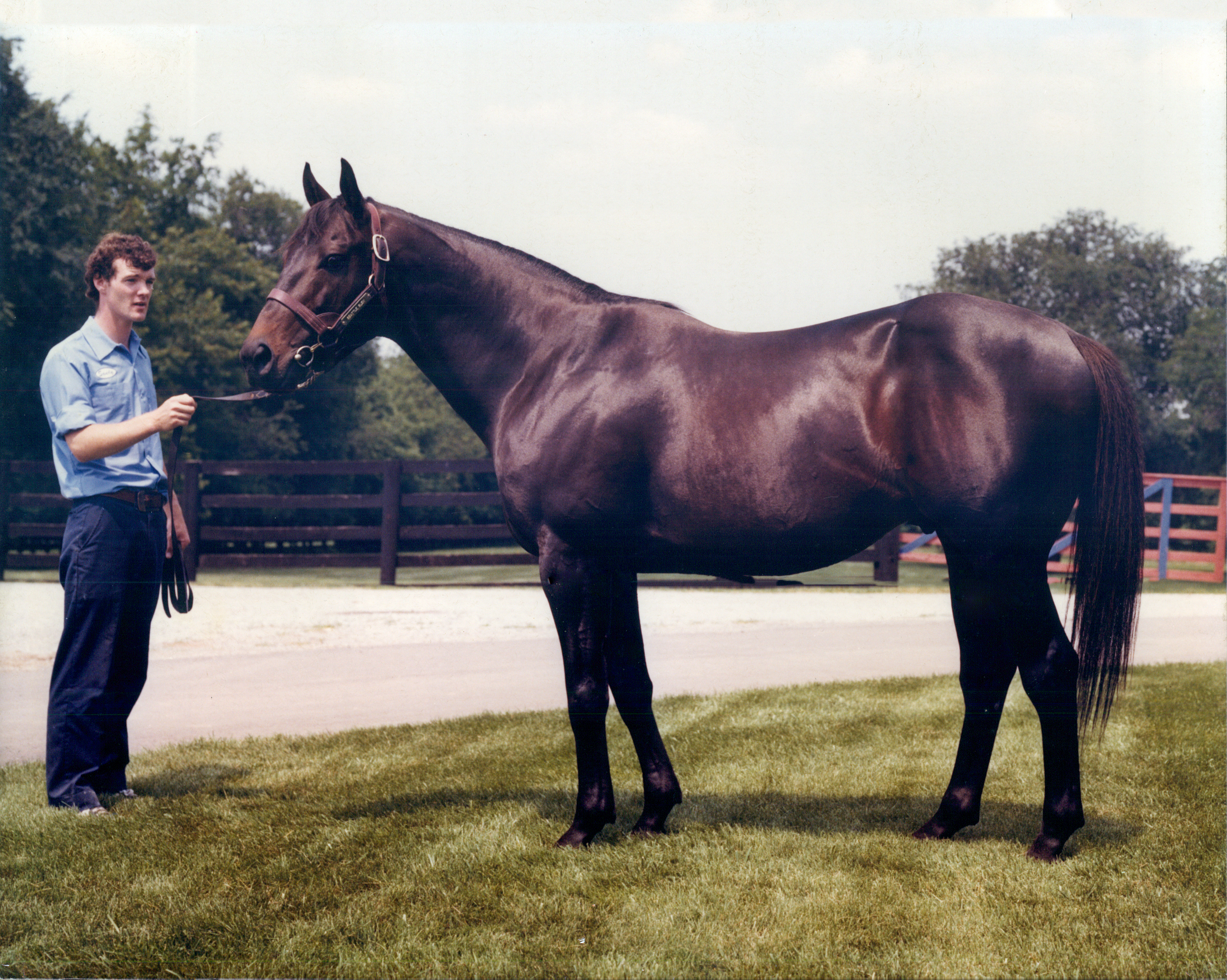
Seattle Slew w 1981 roku.

Seattle Slew (15 lutego 1974 – 7 maja 2002) – amerykański koń wyścigowy pełnej krwi angielskiej. Zwycięzca wielu prestiżowych gonitw i zdobywca Triple Crown z 1977 roku.

## Życiorys
Skarogniady syn Bold Reasoning i My Charmer przyszedł na świat na farmie White Horse Acres niedaleko Lexington w stanie Kentucky. Wyhodował go Ben S. Castleman. Początkowo zamierzał pokryć My Charmer ogierem Jacinto, ale był on już zajęty na ten sezon, więc Seth Hancock, właściciel Claiborne Farm, doradził hodowcy wybranie konia Bold Reasoning. Seattle Slew pochodził z pierwszego rocznika jego źrebiąt.
Jako źrebię nie zachwycał wyglądem – przypominał muła i był niezgrabny. Niektórzy mówili na niego „Baby Huey” (jest to dosyć niezdarny bohater kreskówki „The Baby Huey Show”). Kiedy dorósł, mierzył około 164 cm, miał silne nogi i mocne łopatki, jednak jego prawe przednie kopyto było nieco bardziej wysunięte do przodu niż drugie.Ta drobna wada nie przeszkodziła mu w wypracowaniu stylu biegania z przyspieszeniem porównywalnym do „nurkującego sokoła”. W 1975 roku za 17 500 dolarów (odpowiednik 81 tysięcy na rok 2018) zakupili go Karen i Mickey Taylor oraz Jim i Sally Hill. Trenował go William H. Turner Jr.
Koń był opisywany jako inteligentny, dominujący i zdeterminowany. Jego trener twierdził, że lubił ludzi, ale nie przepadał za pieszczotami. Mówił też, że można było z nim robić co tylko się chciało, ale tylko wtedy, gdy on sam tego chciał.

### Sezon 1976
Seattle Slew miał zadebiutować pod koniec sierpnia, ale w boksie uległ drobnemu urazowi. Po raz pierwszy stanął na torze 20 września. Wygrał Maiden Special Weight o 5 długości, a nieco ponad dwa tygodnie później wygrał Allowance o 3 1⁄2 długości. 16 sierpnia wystartował w Champagne Stakes. Szybko objął prowadzenie. Rywale nie próbowali go dogonić, gdyż uważali, że koń zmęczy się i odpadnie na ostatnich metrach. Zamiast tego, zwiększył swoją przewagę i wygrał o 9 3⁄4 długości, jednocześnie ustanawiając nowy rekord czasowy. Za osiągnięcia z tego roku zdobył tytuł najlepszego dwuletniego ogiera.

### Sezon 1977
Jego pierwszy start w wieku trzech lat odbył się 9 marca, kiedy pobiegł w gonitwie Allowance. Pomimo tego, że jego dżokej wstrzymywał go na ostatnich stu metrach, koń wygrał o 9 długości i ustanowił nowy rekord. 26 marca z łatwością wygrał Flamingo Stakes. 23 kwietnia z przewagą 3 1⁄4 długości wygrał Wood Memorial Stakes. 7 maja jako faworyt wystartował w Kentucky Derby, pierwszym z trzech wyścigów Triple Crown. Przed startem koń był bardzo zestresowany i mocno spocony, a w trakcie biegu był blokowany i wpadł na kilka koni, ale udało mu się wygrać o 1 3⁄4 długości. Po gonitwie opiekujący się nim John Polston zauważył, że Seattle Slew jest zły.
„To był jedyny raz, kiedy się go bałem. Był bardzo nerwowy tej nocy. Był zły, po prostu zły. Nie mogłem uwierzyć, jak spięty on był. [...] Musiałem zabrać go na karuzelę [dla koni] i przejechał mnie kilka razy. Jeszcze nigdy nie widziałem go w takim stanie”.
Dwa tygodnie później wystartował w Preakness Stakes. Przed gonitwą William H. Turner Jr. podał mu fenylobutazon, gdyż obawiał się, że na ostatnim treningu mógł doznać niewielkich obrażeń. Wygrał Preakness Stakes z łatwością. 11 czerwca wygrał Belmont Stakes na błotnistym torze. Był to jego dziewiąty wyścig i dziewiąte zwycięstwo, tym samym stając się pierwszym koniem, który zdobył Triple Crown będąc niepokonanym (jedynym koniem, który zdobył Potrójną Koronę i skończył karierę jako niepokonany jest Justify). Po gonitwie jego trener ukrył się w boksie i rozpłakał ze szczęścia.
Seattle Slew nie utrzymał długo tytułu niepokonanego – niespodziewanie przegrał Swaps Stakes, kończąc bieg na czwartym miejscu. Wywołało to dużo kontrowersji. Przed wysłaniem do Kalifornii, gdzie odbywał się wyścig, Seattle Slew wielokrotnie był poddawany działaniom leków uspokajających, by mógł wystąpić w kampanii reklamowej firmy Xerox. Trener konia był przeciwny startowi w Swaps Stakes, gdyż uważał, że koń potrzebuje więcej czasu by zregenerować się po zdobyciu Triple Crown. Nieporozumienie między trenerem konia a jego właścicielami doprowadziło do tego, że Turner został zwolniony, a jego miejsce zajął Douglas Peterson. Do końca roku koń nie brał udziału w żadnych gonitwach, jednak z łatwością zdobył tytuł najlepszego trzyletniego ogiera oraz Konia Roku 1977.

### Sezon 1978
16 stycznia miał wystartować w Tallahassee Handicap, ale został wycofany dwa dni wcześniej, gdy stracił apetyt i okazało się, że ma gorączkę. Jego stan szybko się pogorszył. Był osłabiony, odwodniony i spadła liczba białych krwinek – z 8500 do 4200. Gdy koń wrócił do zdrowia, 14 maja wystartował w gonitwie Allowance i wygrał o 8 1⁄4 długości. Miał wystartować w Metropolitan Handicap, ale został wycofany z powodu drobnego urazu. W sierpniu ponownie wygrał Allowance z przewagą 6 długości. 5 września wystartował w Paerson Handicap, ale przegrał o szyję z koniem Dr. Patches. Dżokej Seattle Slewa, Jean Cruguet, został zwolniony, gdy wyraził wątpliwości co do tego, czy koń został dobrze przygotowany do biegu.
Odbywające się 16 września Marlboro Cup było pierwszym i jak do tej pory jedynym wyścigiem w historii, w którym zmierzyli się ze sobą dwaj zdobywcy Triple Crown. Rywalem Seattle Slewa był młodszy o rok Affirmed. Mickey Taylor powiedział przed wyścigiem: „Widzieliśmy każdy wyścig Affirmeda w tym roku i każdy oglądaliśmy uważnie. Jest wybitnym koniem, ale Slew też. Niech Affirmed lepiej przygotuje się do Marlboro Cup, bo będzie oglądał wielki, czarny tyłek przed sobą”. Seattle Slew po raz pierwszy w karierze nie był faworytem wyścigu. Dosiadał go nowy dżokej, Angel Cordero Jr. Taylor miał rację – Seattle Slew wygrał Marlboro Cup i pokonał Affirmeda o 3 długości. Po gonitwie Cordero powiedział, że „nie ma na świecie konia, który mógłby go pokonać tego dnia”.

Dwa tygodnie później wygrał Woodward Stakes. W październiku on i Affirmed ponownie spotkali się, biorąc udział w Jockey Club Gold Cup. Affirmed ukończył bieg jako piąty, w trakcie wyścigu zaczęło mu się zsuwać siodło. Seattle Slew zajął drugie miejsce po heroicznej walce z koniem Exceller, przegrywając jedynie o nos.Pomimo przegranej, uznano to za jeden z najlepszych wyścigów Seattle Slewa. Andrew Breyer napisał:
„Exceller był zwycięzcą wczorajszego Jockey Club Gold Cup, Seattle Slew był jego bohaterem”.
Ostatnim wyścigiem konia było Stuyvesant Handicap, które wygrał o 3 1⁄4 długości. Wyścig oglądali Turner i Cruguet, którzy wyrazili żal z tego, że zostali zwolnieni i musieli rozstać się z koniem. Były dżokej powiedział: „Nawet teraz on powinien być niepokonany”.
Seattle Slew przeszedł na emeryturę z 14 zwycięstwami na 17 startów i zarobkami  1 208 726. Ogłoszono go również najlepszym starszym ogierem, ale tytuł Konia Roku 1978 odebrał mu Affirmed.

## Emerytura i śmierć
Przez siedem lat działał jako reproduktor na Spendthrift Farm, a w 1985 został przeniesiony do Three Chimneys Farm w Midway w stanie Kentucky. Gdy w 1984 jeden z jego synów, Swale, (który padł tego samego roku) wygrał Kentucky Derby i Belmont Stakes, Seattle Slew został wiodącym reproduktorem w Stanach Zjednoczonych.
Seattle Slew spłodził ok. 1103 źrebięta, z czego 537 zwyciężało na torach. Wśród nich są:
- A. P. Indy
- Landaluce
- Swale
- Seattle Song
- Slew o' Gold
- Vindication
- Surfside
- Flute
- Lakeway
- Magic of Life
- Septieme Ciel
- Slew City Slew

Seattle Slew sprawdził się również jako tzw. „ojciec matek”. Jego wnuki i prawnuki pochodzące z linii córek odnoszą sukcesy na torze. Znajduje się on w rodowodach takich koni jak California Chrome, Tapit czy Cigar.
W 2000 oraz w 2002 roku przeszedł operacje kręgosłupa z powodu spondylodezy. By mógł się zregenerować, przeniesiono go do Hill 'n' Dale Farm.
7 maja 2002 roku, w 25 rocznicę jego zwycięstwa w Kentucky Derby, zmarł we śnie w wieku 28 lat. Został pochowany w całości, co jest ogromnym zaszczytem dla konia wyścigowego, gdyż zwykle chowa się tylko łeb, kopyta i serce, a reszta jest kremowana. Wraz z nim pogrzebano jego ulubioną derkę i torbę z miętówkami, które były jednymi z jego ulubionych smakołyków.
Three Chimneys Farm wzniosło pomnik na jego cześć. Ponieważ Affirmed został uśpiony rok wcześniej, wraz ze śmiercią Seattle Slewa po raz pierwszy w historii nie było żadnego żyjącego zdobywcy Triple Crown.
The Blood-Horse Magazine umieściło go na dziewiątym miejscu w rankingu stu najwybitniejszych koni wyścigowych XX wieku. W 2015 roku w stanie Kentucky zaczęto wydawać tablice rejestracyjne z jego wizerunkiem.